# 王閎
王 閎（おう こう、生没年不詳）は、中国の前漢末期から後漢初期の武将・政治家。冀州魏郡元城県委粟里の出身。新の皇帝王莽の従兄弟。父は王莽の叔父の平阿侯王譚。王莽一門にありながら、反王莽の姿勢をとり続け、一門内の異端的存在となった人物である。

## 事績

### 王氏一門の異端児
| 姓名           | 王閎                                                 |
| 時代           | 前漢時代 - 後漢時代                                  |
| 生没年         | 〔不詳〕                                             |
| 字・別号       | 〔不詳〕                                             |
| 本貫・出身地等 | 冀州魏郡元城県委粟里                                 |
| 職官           | 中常侍〔前漢〕→東郡太守〔新〕 →琅邪太守〔更始〕      |
| 爵位・号等     | -                                                    |
| 陣営・所属等   | 哀帝→平帝→孺子嬰→王莽 →更始帝→劉永→劉紆→張歩 →光武帝 |
| 家族・一族     | 父：王譚 従兄弟：王莽                                |

哀帝の時代に中常侍を務めている。この当時、哀帝の寵臣で大司馬の董賢が専横の振舞いを見せていたが、王閎はしばしばこれを諌めていた。哀帝が酔って董賢に「堯が舜に譲ったのに倣おうかと思う」と言った際には、王閎は哀帝に対して「天下は高皇帝（＝劉邦）の天下であり、陛下の物ではありません。陛下は宗廟を受け継ぎ、子孫に伝えなければなりません。冗談でもおっしゃられてはなりませぬ」と諫めた。これにより哀帝はしらけ、以後、王閎は疎まれた。元寿2年（紀元前1年）に哀帝が崩御すると、哀帝は璽綬を臣下の董賢に授けている。これを知った王閎は、太皇太后王政君の後ろ盾を得て董賢から璽綬を奪還し、その後、董賢ら哀帝の側近を排斥する上で貢献した。
しかし、王莽は王閎を良く思わず、王莽が新を建国すると、王閎は東郡太守として左遷されてしまう。また、王閎は王莽から誅殺されることを恐れ、常に毒薬を携帯していた。更始元年（23年）王莽が滅亡したが、改朝換代の混乱期にありながらも、王閎は自身の手腕で東郡の30数万戸を良く保全している。そして王閎は、東郡一郡を献上して更始帝に降伏した。

### 張歩の幕僚として
王閎は更始帝の下でも琅邪太守に任命されたが、派遣先に割拠していた当時の群雄の一人である張歩がこれを拒否した。王閎も檄を発して贛楡など6県を掌握し、しばらくの間、張歩と激しく争った。
しかし、梁王劉永が張歩を配下に取り込むと、劣勢を悟った王閎は張歩と交渉を行う。対面の際に張歩は「私に何の咎があって、攻撃してきたのか」と責めたが、王閎は「太守は朝命を奉るものであり、私は賊（張歩を指す）を攻撃しただけです」と答えた。張歩は王閎の正論を認め、謝罪して歓待し、郡事を司らせ、実質幕僚として遇した。
建武3年（27年）、劉永が戦死すると、張歩は劉永の子の劉紆を天子として擁立し、自身は定漢公と号して、百官を置く計画を立てた。しかし王閎は、劉永が更始帝を奉ずる故に山東が帰順したが、その子を尊んで天子とすれば衆民は疑念を持つかも知れず、また斉の民は謀り多い（故にますます疑うでしょう）、と諌めたため、張歩はこれを取りやめている。

### 漢への降伏後
建武5年（29年）、平寿に追い詰められた張歩が漢に降ると、王閎も劇（張歩の本拠地）を訪れて漢軍に降った。その後の王閎の動向は不明である。
なお、後に光武帝は詔して「（王）閎は善を修め謹直で、兵乱の時も、民・役人も閎の首だけは争い取らなかった。閎の子を役人に補す」と、その子を600石以上の役人にしたが、その子は在職中に亡くなった。